# Palaeotragus
Palaeotragus ("antílope antiguo") fue un género primitivo de jiráfido muy grande, que vivió durante el Mioceno de África.

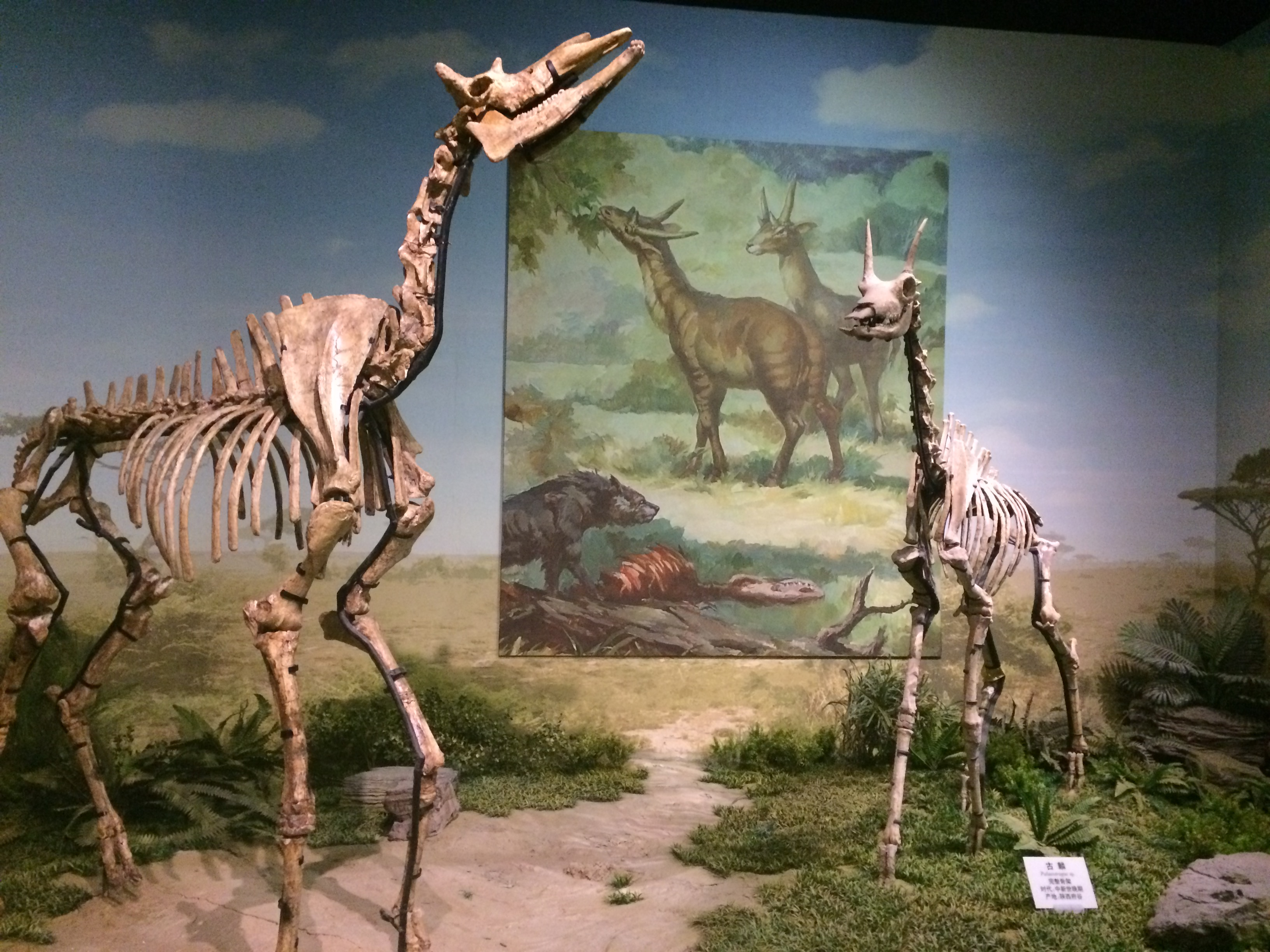
Dos especímenes montados de Palaeotragus en el Museo de Historia Natural de Tianjin.

Palaeotragus primaevus es una especie más antigua, siendo adentro en los estratos del Mioceno medio, mientras que Palaeotragus germaini se encuentra los estratos del Mioceno superior.
P. primaevus se diferencia de P. germaini porque no tiene un par de osiconos en el cráneo. También era una especie más pequeña, alcanzando hasta 2 metros de altura hasta los hombros. P. germaini tenía un par de osiconos, y en vida, se habría asemejado a un gran okapi de hasta 3 metros de alto sobre los hombros.